# Doumbala (departamento)

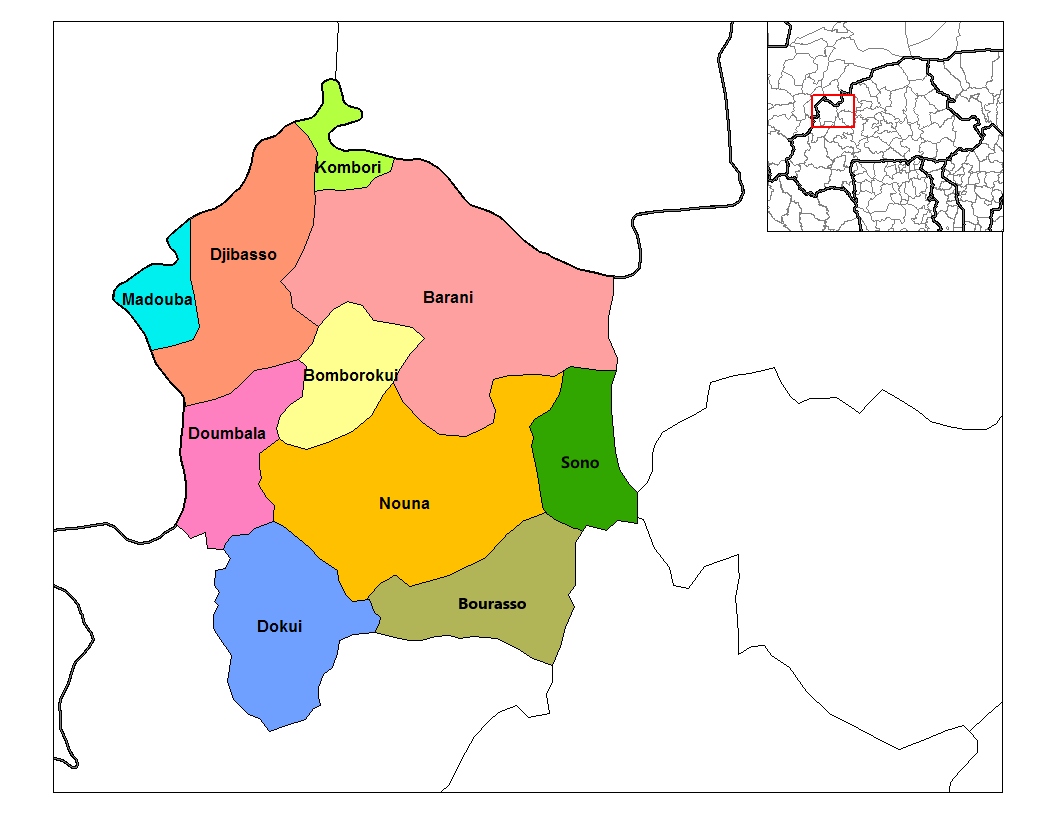

Doumbala é um dos dez departamentos da província de Kossi, no Burkina Faso.